# Švábská válka
Švábská válka (německy Schwabenkrieg), někdy též zvaná švýcarská válka (Schweizerkrieg) či engadinská válka (Engadiner Krieg) byl ozbrojený konflikt z roku 1499, v němž se střetly prohabsburské síly Maxmiliána I. se Starou švýcarskou konfederací. Šlo o poslední velký konflikt mezi Švýcary a Habsburky, přičemž Švýcaři dosáhli jednoznačného vítězství a natrvalo tak odstranili hrozbu inkorporace do habsburských držav. Šlo o jejich poslední významnou válku o nezávislost. Rozhodujícího vítězství Švýcaři dosáhli v bitvě u Dornachu.

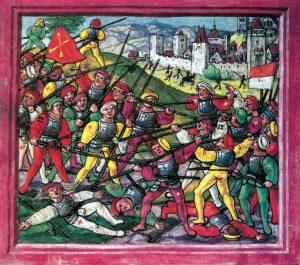
Bitva u Bruderholzu 22. března

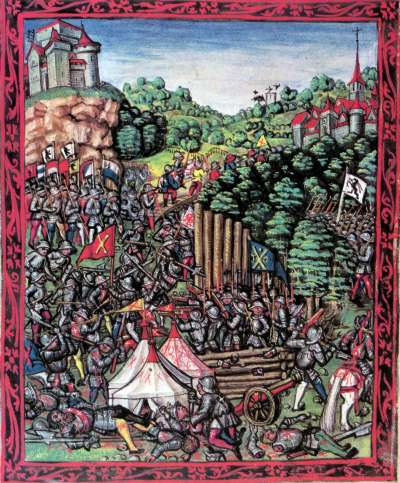
Bitva u Frastanzu 22. dubna

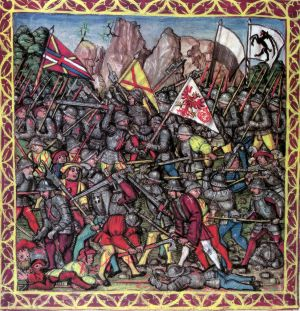
Bitva u Calvenu 22. května

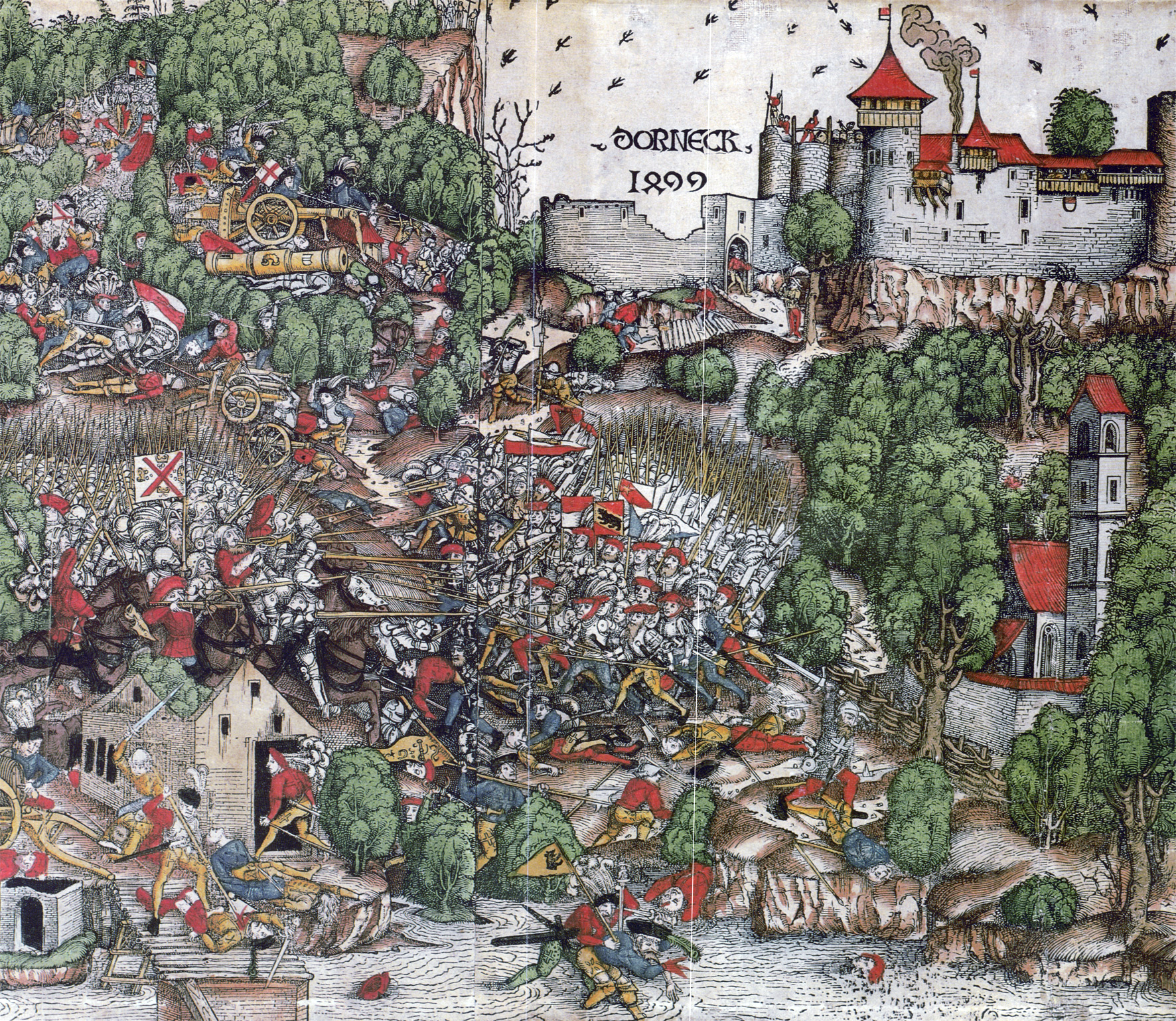
Bitva u Dornachu 22. července

Konflikt začal nenápadně jako lokální spor o kontrolu nad Val Müstair a Umbrail Pass v Graubündenu, brzy se ale vymkl kontrole a obě strany požádaly o pomoc své spojence. Habsburkové pak především Švábský spolek, podle nějž je válka většinou nazývána. Od ledna do července 1499 bylo svedeno mnoho bitev a ve všech, až na několik menších potyček, zkušení švýcarští vojáci porazili švábskou a habsburskou armádu. Švýcarští velitelé byli dobře vyškoleni nedávnými burgundskými válkami, zatímco na švábské straně panovala nedůvěra mezi rytíři a pěšáky a všeobecná neochota vést válku, kterou i švábská hrabata považovala spíše za zájem mocných Habsburků než zájem Svaté říše římské. Když habsburský vrchní velitel padl v bitvě u Dornachu, nezbylo císaři Maxmiliánovi I. nic jiného, než souhlasit s mírovou smlouvou podepsanou 22. září 1499 v Basileji. Smlouva poskytla Konfederaci dalekosáhlou nezávislost na říši. Přestože oficiálně zůstala součástí Svaté říše římské až do Vestfálské smlouvy v roce 1648, basilejský mír ji vyjmul z říšské jurisdikce a zbavil povinnosti platit říšské daně. Konfederace se ani nemusela účastnit říšského sněmu. De facto tak byla uznána jako samostatný politický celek a během 16. století přestala být její příslušnost k říši vnímána.
Vztahy mezi Habsburky a Konfederací byly plně normalizovány smlouvou z roku 1511. V ní se Habsburkové definitivně a oficiálně vzdali všech svých nároků na území konfederace, které byly tradiční (sami Habsburkové ze Švýcarska pocházeli).
K výsledkům války patřilo i to, že dosud lavírující Basilej se začala přiklánět ke Konfederaci. Dne 9. června 1501 podepsala delegace z Basileje a zástupci švýcarských kantonů smlouvu o spojenectví, kterou městská rada Basileje ratifikovala 13. července 1501. Podobně se připojil i Schaffhausen.
Konec bojů s Habsburky umožnil švýcarským žoldnéřům zapojit se do jiných evropských konfliktů, zejména italských válek (bojovali na obou stranách). Začali sehrávat velkou roli v evropském válečnictví jako schopná nájemná vojenská síla.